# Arne Ljung

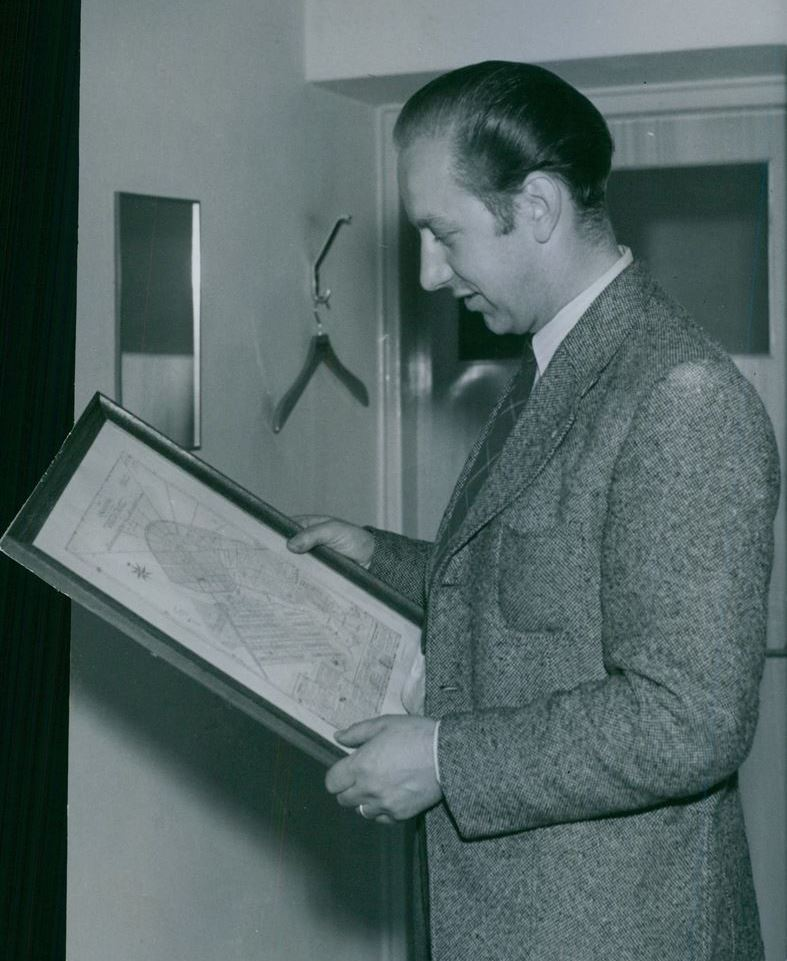
Ljung studerar Jean de la Vallées stadsplan för Eskilstuna.

Per Gustaf Arne Ljung, född 21 januari 1911 i Svalövs församling, Malmöhus län, död 27 januari 1994 i Höganäs, var en svensk arkitekt.
Efter studentexamen i Lund 1929 utexaminerades Ljung från Chalmers tekniska institut 1934 och från Kungliga Tekniska högskolan 1935. Han var anställd vid stadsplanekontoret i Göteborgs stad 1935–1937, vid stadsarkitektkontoret 1937–1940, stadsarkitekt i Lysekils stad 1938–1940, i Eskilstuna stad 1940–1951 och i Helsingborgs stad/kommun 1951–1976. 
Ljung var lärare vid Göteborgs tekniska institut 1938–1939 och vid Chalmers tekniska högskola 1939–1940. Han var styrelseledamot i Svenska Arkitekters Riksförbund 1945–1949 och 1961–1963.

## Verk i urval
- Skolor och samlingslokaler i Södermanland 1940-1951.
- Bergalidens Ålderdomshem, Helsingborg.
- Bikupans pensionärshem, Helsingborg.
- Dunkerska sjukhemmet, Helsingborg.
- Arbeten i Svalöv för Utsädesföreningen och kommunen.
- Svalövs kyrka, restaurering, tillsammans med Sven Staaf.